# Primera División (Uruguay) 1952
Die Saison 1952 der Primera División war die 49. Spielzeit (die 21. der professionellen Ära) der höchsten uruguayischen Spielklasse im Fußball der Männer, der Primera División.
Die Primera División bestand in der Meisterschaftssaison des Jahres 1952 aus zehn Vereinen, deren Mannschaften in den insgesamt 90 Meisterschaftsspielen jeweils zweimal aufeinandertrafen. Es fanden 18 Spieltage statt. Die Meisterschaft gewann Nacional Montevideo. Die „Bolsos“ setzten sich im Meisterschaftsfinalspiel am 25. Februar 1953 gegen den Club Atlético Peñarol durch, nachdem sich die beiden Vereine in der Jahresabschlusstabelle punktgleich die Tabellenführung hatten teilen müssen. Als Tabellenletzter stieg Sud América aus der Primera División in die Segunda División ab. Torschützenkönig wurde mit 15 Treffern Jorge Enrico.

## Jahrestabelle
| Pl. | Verein                    | Sp. | S  | U | N  | Tore    | Diff. | Punkte |
| --- | ------------------------- | --- | -- | - | -- | ------- | ----- | ------ |
| 1.  | Nacional Montevideo       | 18  | 15 | 1 | 2  | 059:200 | +39   | 31     |
| 1.  | Club Atlético Peñarol (M) | 18  | 15 | 1 | 2  | 046:140 | +32   | 31     |
| 3.  | Rampla Juniors            | 18  | 6  | 7 | 5  | 034:290 | +5    | 19     |
| 4.  | Danubio FC                | 18  | 7  | 4 | 7  | 033:280 | +5    | 18     |
| 5.  | River Plate               | 18  | 7  | 2 | 9  | 029:340 | −5    | 16     |
| 6.  | Club Atlético Cerro       | 18  | 6  | 3 | 9  | 024:280 | −4    | 15     |
| 7.  | Club Atlético Defensor    | 18  | 5  | 5 | 8  | 029:400 | −11   | 15     |
| 8.  | Liverpool FC              | 18  | 4  | 5 | 9  | 019:420 | −23   | 13     |
| 9.  | Central                   | 18  | 4  | 4 | 10 | 029:450 | −16   | 12     |
| 10. | Sud América (N)           | 18  | 3  | 4 | 11 | 027:490 | −22   | 10     |

| (M) | Meister der vorangegangenen Saison  |
| (N) | Aufsteiger aus der Segunda División |

## Meisterschaftsfinale
| Nacional Montevideo                                                               | Nacional Montevideo | Club Atlético Peñarol | Club Atlético Peñarol |
| --------------------------------------------------------------------------------- | --- | --- | --------------------- |
| Nacional Montevideo                                                               | \| 25. Februar 1953 in Montevideo, Uruguay (Estadio Centenario) \| \| Ergebnis: 4:2 (4:1) \| \| Zuschauer: 30.000 \| \| Schiedsrichter: Juan Carlos Armental, Washington Rodríguez, Orosmán Rivera Fasoli \|       | \| 25. Februar 1953 in Montevideo, Uruguay (Estadio Centenario) \| \| Ergebnis: 4:2 (4:1) \| \| Zuschauer: 30.000 \| \| Schiedsrichter: Juan Carlos Armental, Washington Rodríguez, Orosmán Rivera Fasoli \|                                                    | Club Atlético Peñarol |
| Nacional Montevideo                                                               | Aníbal Paz – José Emilio Santamaría, Walter Holdoway – Waldemar González, Néstor Carballo, Luis Alberto Cruz – Rafael Souto, Javier Ambrois, Héctor Rial, Julio Pérez, Jorge Enrico Cheftrainer: Enrique Fernández | Flavio Pereyra Nattero (46. Roque Gastón Máspoli) – Mirto Davoine, F. Carrizo – Víctor Rodríguez Andrade, Obdulio Varela, Joel Romero – Alcides Ghiggia, Juan Alberto Schiaffino, Oscar Omar Míguez, Julio César Abbadie, Ernesto Vidal Cheftrainer: Juan López | Club Atlético Peñarol |
| Nacional Montevideo                                                               | 1:0 Julio Pérez (24.) 2:0 Jorge Enrico (28.) 3:1 Javier Ambrois (44.) 4:1 Jorge Enrico (45.) | 2:1 Oscar Omar Míguez (42.) 4:2 José Emilio Santamaría (46., Eigentor) | Club Atlético Peñarol |
| Nacional Montevideo                                                               | Platzverweis: Holdoway (78.) | Platzverweise: Ghiggia (44.), Míguez (44.) | Club Atlético Peñarol |
| 25. Februar 1953 in Montevideo, Uruguay (Estadio Centenario)                      | | |                       |
| Ergebnis: 4:2 (4:1)                                                               | | |                       |
| Zuschauer: 30.000                                                                 | | |                       |
| Schiedsrichter: Juan Carlos Armental, Washington Rodríguez, Orosmán Rivera Fasoli | | |                       |